# Aladrén
Aladrén – gmina w Hiszpanii, w prowincji Saragossa, w Aragonii, o powierzchni 21,06 km². W 2011 roku gmina liczyła 60 mieszkańców.